# حمد
حمد به معنای «ستایش»، کلمه‌ای که عمدتاً برای ستایش خداوند در اسلام استفاده میشود و معمولاً در ترکیب عربی «الحَمْد لله» به کار می‌رود. این تعبیر از فاتحه در ابتدای قرآن گرفته شده‌است. این کلمه در زبان‌های عربی، فارسی، ترکی، اردو، پنجابی و بنگالی به همین صورت استفاده می‌شود. دیوان شعر در جهان اسلام معمولاً با حمد خدا آغاز شده و قوالی نیز دربرگیرده دست کم یک حمد است که در ابتدای اجرا می‌آید.
روح‌الله خمینی در تفسیر سوره فاتحه می‌گوید «الحَمدُ لله یعنی تمام محامدی که در عالم و هر کمال و هر حمد و هر ستایشی که باشد، به او واقع می‌شود، برای اوست.»